# Franz Linsbauer (Politiker, 1922)
Franz Linsbauer (* 19. Juli 1922 in Nonndorf; † 26. August 1989 in Wien) war ein österreichischer Politiker (ÖVP) und Bundesbeamter. Er war von 1967 bis 1975 Abgeordneter zum Österreichischen Nationalrat.
Linsbauer besuchte die Mittelschule in Hollabrunn und die Mittelschule in Wien. Er ergriff den Beruf des Rechnungsbeamten des Invalidenamtes und stieg in der Folge zum Leiter einer Buchhaltungsabteilung auf. Daneben war Linsbauer Obmann der Betriebsgruppe des Österreichischen Arbeiter- und Angestelltenbundes (ÖAAB) im Landesinvalidenamt und Obmann des ÖAAB-Donaustadt. Er wirkte zudem als Personalvertreter im Landesinvalidenamt und hatte die Funktion des ÖVP-Klubobmanns in der Bezirksvertretung Donaustadt inne. Linsbauer vertrat die ÖVP zwischen dem 13. September 1967 und dem 15. September 1975 im Nationalrat. 